# Miguel Bermúdez
Miguel Angel Garcia del Rio, en español Miguel Ángel García del Río, conocido artísticamente como Miguel Bermúdez (Buenos Aires, 1937-San Carlos, 3 de septiembre de 2024) fue un actor argentino de cine, teatro y televisión.

## Biografía
Fue uno de los galanes jóvenes más promisorios de la década del 1970 en el ámbito teatral porteño, Bermúdez actuó en películas como El extraño de pelo largo (1969), El deseo de vivir (1973), El Santo de la espada de Leopoldo Torre Nilsson junto a Alfredo Alcón, Evangelina Salazar y Lautaro Murúa, Buenos Aires, verano 1912 (1966) y otras. 
En televisión en varios ciclos como Cuatro historias de alquiler junto a Alberto Closas, Amelia Bence y Perla Santalla. y Una luz en la oscuridad, entre otros ciclos de ficción. En teatro, participó de decenas de obras en Buenos Aires en el circuito de la calle Corrientes. Fue una figura de ascenso sostenido que decidió retirarse en plena actividad manteniendo a partir de entonces un perfil bajo hasta desaparecer del ojo público.
Durante décadas fue pareja del actor Carlos Perciavalle, razón por la que se retiró de la profesión hacia 1985 mudándose a Laguna del Sauce, Uruguay.
En 2020, sufrió un ACV para ser internado en una casa de salud donde falleció a causa de un infarto el 3 de septiembre de 2024.